# (5646) 1990 TR
1990 تي أر (ويعرف أيضًا باسم (5646) 1990 تي أر وفق تسمية الكوكب الصغير) (بالإنجليزية: 1990 TR)‏ هو كويكب ضمن حزام الكويكبات؛ وترتيبه 5646 من حيث الاكتشاف.
اكتُشف هذا الجُرم الفلكي بواسطة هيروشي كانيدا في 11 أكتوبر 1990.

## وصلات خارجية
- (5646) 1990 TR في قاعدة بيانات مختبر الدفع النفاث لأجرام النظام الشمسي الصغيرة

- الاكتشاف · مخطط المدار ·  العناصر المدارية · المعلمات المادية

- (5646) 1990 TR على موقع ويكي سكاي: DSS2, SDSS, GALEX, IRAS, Hydrogen α, X-Ray, Astrophoto, Sky Map, Articles and images